# 1772.
◄ | 17. stoljeće | 18. stoljeće | 19. stoljeće | ►
◄ | 1740-ih | 1750-ih | 1760-ih | 1770-ih | 1780-ih | 1790-ih | 1800-ih | ►
◄◄ | ◄ | 1769. | 1770. | 1771. | 1772. | 1773. | 1774. | 1775. | ► | ►►
Arhitektura • Astronomija • Biologija • Glazba • Kazalište • Kemija • Kiparstvo • Knjige • Književnost • Kršćanstvo • Medicina • Politika • Pravo • Promet • Slikarstvo • Znanost

## Događaji
- 28. srpnja – Poveljom carice Marije Terezije, Josip Pejačević dobio nasljedni grofovski naslov. Od tad nosi naslov Virovitički.
- Antoine Lavoisier – priroda izgrađuje materiju kombinirajući različite elemente

## Rođenja
- 27. veljače – Matija Jušić, hrvatski vjerski pisac i misionar (* 1705.)
- 10. ožujka – Friedrich Schlegel, njemački filozof († 1829.)
- 2. svibnja – Novalis, njemački književnik († 1801.)
- 15. kolovoza – Johann Nepomuk Mälzel, njemački izumitelj († 1838.)
- 21. listopada – Samuel Taylor Coleridge, engleski književnik († 1834.)

## Smrti
- 29. ožujka – Emanuel Swedenborg, švedski znanstvenik, filozof, teolog i mistik († 1688.)

## Vanjske poveznice
|  | Zajednički poslužitelj ima još gradiva o temi 1772. |